# Саєнко Олександр Ферапонтович
Олекса́ндр Ферапо́нтович Сає́нко (* 8 (20) серпня 1899, Борзна, нині Чернігівської області — † 5 березня 1985, Київ) — український митець-декоратор. Народний художник УРСР (1975). Творчість майстра  зберігає Борзнянський художньо-меморіальний музей «Садиба народного художника України О. Саєнка».

## Життєпис
Батько митця, Ферапонт Петрович Саєнко, був першим керівником школи садівництва, городництва, бджільництва, заснованої 1898 року в Борзні (нині Борзнянський державний сільськогосподарський технікум). Разом з ним викладав у школі ботаніку його товариш по революційній діяльності Микола Костецький. Мати, Мотрона Іллівна, походила з козацького роду. Після епідемії скарлатини, що прокотилася Україною на початку 20 століття, двоє із п'яти дітей Саєнків після хвороби на все життя втратили слух та мову. Горе не оминуло і наймолодшого — дворічного Сашка. Очевидно, втрата двох каналів спілкування із світом особливо загострила у хлопчика сприйняття прекрасного, і він захопився малюванням, уроки якого й акварельний живопис викладались у школі садівництва. Разом з ним ріс син  батькового друга  М. Костецького, майбутній відомий художник Володимир Костецький.. Донька Олександра —Саєнко Ніна Олександрівна — також стала відомою художницею, а потім і онука, донька Ніни  — Леся Майданець-Саєнко.

Добрі друзі сім'ї Саєнків Ганна Барвінок (дружина Пантелеймона Куліша) та Петро Ге (син славетного художника Миколи Ге) порадили віддати Сашка до Петербурзького імператорського училища глухонімих. Навчання тут розвинуло і мистецькі, і ремісничі навички майбутнього митця.

Після повернення до України Олександр Саєнко продовжив художню освіту, студіюючись спочатку в рідній Борзні — під керівництвом вихованця Петербурзької Академії мистецтв Андроника Лазарчука. Згодом перебрався до Києва, у вересні 1917 року успішно склав екзамени в художню школу.

1928 року Саєнко закінчив Київський художній інститут (нині НАОМА — Національна академія образотворчого мистецтва і архітектури). Він був учнем Василя Григоровича Кричевського.

Саєнко працював у галузі монументального та монументально-декоративного мистецтва в техніці інкрустації соломою.

Був ініціатором створення музею історії Борзнянського сільськогосподарського технікуму (відкрито 1964 року).

1975 року Саєнкові надано звання народний художник УРСР.

Похований в Києві на Байковому кладовищі (ділянка № 50).

5 листопада 1996 року у Борзні в колишньому маєтку Саєнків відкрито музей митця — Борзнянський художньо-меморіальний музей «Садиба народного художника України О. Саєнка». Склад зібрання: картини, композиції, високохудожні предмети побуту та меблі з соломи та ін.
1999 року сторіччя від дня народження Саєнка за ухвалою та участю ЮНЕСКО святкувала вся світова громадськість, ім'я художника було занесено до списку видатних діячів культури світу.

## Творчість

Зустріч козака (Олександр Саєнко, 1922)

Мистецтво Олександра Саєнка пов'язане з народним матеріалом — соломою. Саме в глибоких спалахах золотої соломи, що ввібрала в себе сяйво сонця й соки землі, художник побачив свої картини, свої прекрасні композиції.
Для Саєнка зір був єдиним засобом зв'язку з навколишнім світом. Це яскраво зафіксовано в його творах. Усі вони сповнені надзвичайно виразного ритму, динаміки. Навіть найпростіші орнаменти на шафах і ширмах пройняті живим пульсом, невловимим внутрішнім рухом.
Найвідоміший твір Саєнка — велика декоративна картина «Козак Мамай». Енергійність, стрімкі контури підкреслюють силу й могутність героя. Мамай сидить у своїй традиційній позі, широкі плечі, сильні великі руки, зосереджене обличчя. Поруч гарячий кінь — незмінний товариш козака у суворих походах. Все панно трактоване лаконічно, зібрано, цільно — все це надає йому ще більшої виразності.
Важливе місце в житті та творчості Саєнка займала постать Тараса Шевченка. Художник досконало вивчив біографію поета. У власній бібліотеці сімейства було дуже багато творів Шевченка, на сторінках яких залишилися записи та помітки Олександра Саєнка. Певні мотиви творчості великого поета художник переніс в свою творчість. Один із найкращих монументальних творів — панно «На панщині пшеницю жала…» (1920).

Художника завжди вабила історія України. Особливої уваги він уділяв своєму землякові — Семену Палію — уродженцю Борзни. Виразний малюнок, ясні кольори створюють переконливий образ Палія в творах «Семен Палій», «Зустріч Семена Палія після Полтавської битви».
Саєнко — своєрідний новатор у використанні соломи для високохудожніх предметів побуту, меблів. Він довів, що солома цілком придатна і для оформлення інтер'єрів, і для створення узагальнених монументальних образів.

Мав персональні виставки у Львові (1962), Борзні (1963), Києві (1967).

Успіх першої персональної виставки і подальша підтримка визнання багаторічної творчості колегами, мистецтвознавцями, численними глядачами надав нових імпульсів Саєнкові для творення. 1964 його мистецький доробок було представлено на здобуття Шевченківської премії, але лауреатом він не став.

### Твори
- Живопис «Портрет Мотрони Саєнко» (1922) — портрет матері художника.
- Панно:

«Минуле» (1920),  «На варті СРСР» (1926, 1929),  «Українське село» (1926), «Козак Мамай» (1928, 1936) і «Бранці в турецькій неволі» (1928) для приміщення історичної секції ВУАН у Києві,  «Жити стало краще» (1936),  «Весна» (1957),  «Свято врожаю» (1960),  «Птахи» у готелі «Дніпро» в Києві (1963),  «Невільники» (1966),  «Семен Палій» (1966),  «Іван Сірко» (1967),  «Квітуча земля» (1973),  «Дума про хліб» (1973).
- Багатофігурні композиції:
  - «Тарас Шевченко під вартою» (1937),
  - «Збирання яблук» (1940).
- Гобелени:
  - «Щедра осінь» (1977),
  - «Диво-сад» (1977).
- Килими:
  - «Квіти України» (1979).
- Проекти інтер'єрів побутових і громадських приміщень.
- Інкрустовані соломою меблі, майоліка, вибійки.

## Оцінка творчості Саєнка
Культуролог Іван Дзюба:
| «Коли заходить мова про Олександра Ферапонтовича Саєнка, у моїй пам’яті, як і в пам’яті моїх ровесників, зринає літо 1962-го, коли в Києві відбулась сенсаційна виставка його творів». |

Надгробок Олександра Саєнка на Байковому кладовищі в Києві

Режисер Лесь Танюк (щоденниковий запис):
| «26 травня 1962 р. Субота. Олександр Ферапонтович Саєнко. Вчився у Василя Кричевського. Одне панно просто геніальне — «Козак Мамай»! Я подумав — це дуже годиться для театру! Бо тут і стилізація, і модерна лінія, і умовність, і природний матеріал. Для театру в школі Курбаса...» |
Доктор мистецтвознавства Олександр Федорук:
| «Олександр Саєнко — знакова постать в українському мистецтві, стійкий у творче виявленнях стиліст, вірний учень Василя Кричевського і водночас продовжувач національних традицій, що були закладені його професором, одним із фундаторів Української академії мистецтва. Мистецтво Саєнка своєрідне, особливе, симпатичне нам, бо джерела народної культури додали йому шарму неповторності, виробили свого роду фермент національної звабливості, якими позначені всі без винятку твори митця, репрезентовані в різних видах і жанрах. Традиції декоративного мистецтва художник шанував і плекав, дбав, аби оті джерела не замулювалися, виповнювалися свіжими життєдайними струмками. Своєю мистецькою творчістю Олександр Саєнко стверджував національний мистецький колорит, а отже, і родовід, звідси — невичерпна притягальна сила його мистецьких творів, нерозривний зв’язок їх з нашою мистецькою пам’яттю». |
Письменник Михайло Стельмах:
| «Після зустрічі із творами Саєнка я ходжу радісний і піднесений, бо справжнє мистецтво приносить людині радість і насолоду. Я багатший став, багатшою стала душа...» |

## Родинні традиції
Донька Ніна Саєнко — художник декоративного мистецтва, мистецтвознавець. 2003 року в Києві у видавництві імені Олени Теліги видала монографію про батька — книгу-альбом «Олександр Саєнко». Праця має підзаголовок «До становлення і розвитку українського монументально-декоративного мистецтва» й містить маловідому або й зовсім не відому широкому загалу інформацією.
Художницею стала і внучка Олександра Саєнка — Леся Майданець-Саєнко. Твори трьох поколінь родини Саєнків виставляли в Австралії (Сідней, Канберра, 2000), в Канаді (Торонто, Реджайна, Саскатун, Едмонтон, 1995–1996), Франції (Париж, 1997–1998), Греції (Афіни, 2001), Німеччині (Ерфурт, 1997; Магдебург, 2001), Польщі (Ґданськ, 1994), Бельгії (Брюссель, 1996), Китаю (Пекін, 1996), Росії (Москва, Єкатеринбург, 2002), США (Український національний музей у Чикаго, 2006).